# Бруманис, Арвалдис Андрей
Арвалдис Андрей Бруманис (лит. Ārvaldis Andrejs Brumanis, 13 февраля 1926, Клостере (сегодня — Айзпуте), Латвия — 17 декабря 2013, Лиепая, Латвия) — католический прелат, епископ лиепайский с 7 декабря 1995 года по 12 мая 2001 год.

## Биография
Родился в городе Клостере (сегодня — Айзпуте), Латвия. В 1944 году вступил в Латышский легион СС. В 1945 году получил ранение и, попав в плен, был отправлен в лагерь для военнопленных в Западной зоне. Позднее был отправлен в лагерь для перемещённых лиц, который находился в Бельгии. В лагере вступил в латышскую духовную семинарию, которую организовал епископ Болеслав Слосканс. 25 июля 1954 года был рукоположён в священника, после чего изучал теологию в Риме и Майнце. По окончании обучения защитил научную степень доктора богословия. В течение последующих семи лет служил в приходе Святого Николая в Намюре. С 1968 по 1993 год был редактором латышского отделения Радио Ватикана. C 1992 года преподавал в рижской духовной семинарии.
7 декабря 1995 года Римский папа Иоанн Павел II назначил Бруманиса епископом Лиепаи. 6 января 1996 года состоялось его рукоположение в епископа, которое совершил Римский папа Иоанн Павел II в сослужении с титулярным епископом Нового Форума Джованни Баттистой Ре и титулярным архиепископом Аполлонии Хорхе Марией Мехиа.
12 мая 2001 года подал в отставку.